# Ottilie Häußermann
Ottilie Häußermann, auch Ottilie Häußermann-Fahrion, geb. Ottilie Fahrion (* 14. September 1896 in Mühlacker; † 1984 in Elmischwang bei Augsburg) war eine deutsche Schriftstellerin.

## Leben
Ottilie Häußermann war als Fürsorgerin in einem Betrieb im baden-württembergischen Ort Korntal tätig. Daneben verfasste sie Romane und Erzählungen für Kinder sowie Gedichte.

## Vertonung
Helmut Bornefeld vertonte 1947 zwölf ihrer Gedichte für Stimme und Klavier.

## Werke
- Idyllen. Stuttgart 1935
- Nachbars Gärtnerei. Stuttgart 1950
- Wo die Lokomotive pfeift. Stuttgart 1951
- Mariechen, die kleine Malerin. Stuttgart 1952
- Es weihnachtet. Kassel 1953
- Der hungrige Oskar. Stuttgart 1954
- Die Schneckenburg. Stuttgart 1955
- Angelika. Stuttgart 1956
- Der Abend trägt sein Licht über den See. Warmbronn 1998